# Konservativ heute
Konservativ heute war eine deutsche politische Zweimonatszeitschrift, die von 1969 bis 1980 in Bonn erschien. Gegründet vom ehemaligen Staatssekretär Hansjoachim von Rohr, wurde die Zeitschrift ab 1972 vom Politologen Klaus Motschmann herausgegeben, bevor sie mit Jahresbeginn 1981 im Magazin Criticón aufging.

## Geschichte und Ausrichtung
Die Gründung von Konservativ heute durch den früheren Politiker (DNVP/FDP) und NS-Gegner Hansjoachim von Rohr wurde wesentlich von der Frankfurter Tafelrunde initiiert, als deren Presseorgan die Zeitschrift unter anderem diente. Eigentümer und Verleger war die Gesellschaft für konservative Publizistik in Bonn-Bad Godesberg. Nach Rohrs Tod übernahm der Berliner Politikwissenschafter Klaus Motschmann (CDU, ab 1987 parteilos) die Rolle des Herausgebers.
Die Publikation war nationalkonservativ ausgerichtet und repräsentierte einerseits – etwa in der Person des Gründers Hannsjoachim von Rohr – die Ausläufer des preußisch-agrarischen Milieus, andererseits den konservativen Flügel des deutschen Protestantismus, der sich insbesondere in der Evangelischen Notgemeinschaft sammelte. Im Gegensatz zum fast zeitgleich gegründeten Zweimonatsmagazin Criticón von Caspar von Schrenck-Notzing war „Konservativ heute“ weniger theoretisch-akademisch ausgerichtet und befasste sich stärker mit praktischen Fragen der Tagespolitik und des gesellschaftlichen Lebens. Zudem stand der eher traditionell und christlich ausgerichtete Kurs der Zeitschrift in einem Spannungsfeld mit dem neurechten Denken Armin Mohlers, der das Christentum als Grundlage einer konservativen Weltanschauung ausdrücklich ablehnte und das inhaltliche Profil des Criticón in den 1970er- und 1980er-Jahren wesentlich prägte.
Aus wirtschaftlichen Gründen wurde die Zeitschrift im Jahr 1981 mit Criticón fusioniert, die damit ihre publizistische Position als führendes Organ des rechtskonservativen Lagers weiter ausbauen konnte. Herausgeber Motschmann wurde Ressortleiter bei Criticón, das bis zum Jahr 2000
„Konservativ heute“ als Untertitel weiterführte.

## Autoren
In der Zeitschrift kamen Autoren verschiedener Ausrichtung innerhalb des konservativen Intellektuellenmilieus zu Wort, so etwa Lothar Bossle, Alexander Evertz, Gerd-Klaus Kaltenbrunner, Erik von Kuehnelt-Leddihn, Hans Maier, Jens Motschmann (Bruder des Herausgebers), Karl Oettle, Alfred Schickel, Hans Joachim Schoeps, Hans Georg von Studnitz, Hans Sedlmayr und Matthias Walden.